# Øland-Attrup
Øland-Attrup er et storlandbrug på 425 ha, som ligger syd for byen Brovst. Hovedbygningen blev opført i 1974 af Johan Koed-Jørgensen, som i årene forinden havde drænet de fugtige enge, som blev tørlagt, da dæmningen blev opført i 1917. Engene havde i mange år været forsøgt opdyrket, men det blev opgivet, da jorden var for sumpet.
De lokale rystede på hovedet, da den unge Koed-Jørgensen ankom til Han Herred med et ønske om at opkøbe store dele af den inddæmmede Limfjord.
 De lokale stod heller ikke i vejen for hans storstilede projekt, så han fik hurtigt mange hundrede hektar sumpet markjord.
Området blev drænet i starten af 1970'erne og tilsat snittet halm, som efterhånden gjorde jorden drægtig.
I 1974 opførte Johan Koed-Jørgensen hovedbygning med tilhørende alvsbygninger midt ude på den gamle fjordbund. 
Ejendommen er ejet og drevet af andelsselskabet Øland-Attrup ApS. Selskabet blev oprettet i 1974 af Johan Koed-Jørgensen, som dog i dag har solgt alle sine aktier.
Hovedaktionærerne hedder i dag Kirsten og Povl Jørgensen, som ejer naboejendommen til Øland-Attrup Klavsholm.

## Ejere af Øland-Attrup
- 1974-1993: Johan Koed-Jørgensen / Øland-Attrup ApS
- 1993-2009: Henrik Fenger / Øland-Attrup ApS
- 2009-: Øland-Attrup ApS